# Sergei Wassiljewitsch Krawkow
Sergei Wassiljewitsch Krawkow (russisch Сергей Васильевич Кравков; * 19. Mai 1893 in Rjasan; † 16. März 1951 in Moskau) war ein sowjetischer Physiologe.
Krawkow beendete 1916 sein Studium an der Lomonossow-Universität Moskau. Anschließend war er bis 1926 Laborant und Assistent. Von 1935 bis 1938 war er Professor am Lehrstuhl für Physiologie der Biologischen Fakultät der Lomonossow-Universität.  Von 1946 bis 1951 war er Professor an der Philosophischen Fakultät. Krawkow ist einer der Mitbegründer der physiologischen Optik. 1946 wurde er zum korrespondierenden Mitglied der Akademie der Wissenschaften der UdSSR gewählt.